# Christi nomen
Die Enzyklika Christi nomen („der Name Christi“) wurde am 24. Dezember 1894 veröffentlicht. Papst Leo XIII. schreibt über die Verbreitung des Glaubens und die Ostkirchen.
Aufgaben und Hilfen in der Verbreitung des Glaubens, aber auch die zunehmende Abspaltung der östliche Kirchen von der römisch-katholischen Kirche veranlassen Leo XIII. zu folgenden Ausführungen:
- Die erste und wichtigste Aufgabe sei die im Namen Christi vorgegebene Verbreitung des Glaubens. Seine Vorgänger hätten in ihren Exhortationen nachdrücklich darauf hingewiesen, darum müsse mit Nachdruck die Verbreitung des Glaubens vorangetrieben werden. Diese Aufgabe veranlasse den Papst, sein besonderes Augenmerk auf die Kirchen des Ostens und auf den Zusammenhalt der römisch-katholischen Kirche zu lenken.

- Es müsse sichergestellt werden, dass die östlichen Christen mit besonderer Lehre und Frömmigkeit am katholischen Glauben festhielten. Es sei somit eine bedeutende Aufgabe der Bischöfe, den Glauben zu verbreiten. Sie müssten die Häuser öffnen und die Ausbildung der Jugend unterstützen.

- Das wahre Wissen über den Glauben eröffne die Chancen zur besseren Ausbildung und es könnten besondere Mittel zur Erreichung dieses Zieles eingesetzt werden. Die katholische Gemeinschaft müsse erweitert werden, damit die Schulen des Ostens am Wachstum der Gesellschaft teilhaben könnten.